# تاماهاوک (فیلم)
«تاماهاوک» (انگلیسی: Tomahawk) فیلمی در ژانر وسترن به کارگردانی جورج شرمن است که در سال ۱۹۵۱ منتشر شد.

## بازیگران
- وان هفلین
- ایوان دکارلو
- پرستون فاستر
- جک اوکی
- تام تالی
- راک هادسن
- آن دران
- رجیس تومی
- سوزان کابوت
- الکس نیکول